# Фудбалска репрезентација Новог Зеланда
Фудбалска репрезентација Новог Зеланда је фудбалски тим који представља Нови Зеланд на међународним такмичењима и под контролом је Фудбалског савеза Новог Зеланда.
На Светско првенство се квалификовала два пута, на Светско првенство 1982., али је тамо изгубила све три утакмице и на првенство 2010. Због недостатка јаке домаће лиге, новозеландски фудбалери одлазе са Новог Зеланда и играју у јачим лигама у Европи, САД и Аустралији.
Нови Зеланд се раније борио са Аустралијом за титулу у ОФК купу нација. Међутим, то више није случај пошто је Аустралија прешла у Азијску фудбалску конфедерацију и стога је оставила Нови Зеланд као једину земљу носиоца у ОФК-у. Нови Зеланд је освојио четири пута ОФК куп нација, 1973, 1998, 2002. и 2008.

## Развој
Упркос великом броју играча, фудбал на Новом Зеланду се такмичи са другим спортовима као што је рагби и крикет, финансијски и због медијске изложености. Перформансе репрезентације су додатно отежане релативно младом полупрофесионалном домаћом лигом, Новозеландским фудбалским шампионатом који је основан 2004. године. Међутим, Нови Зеланд има један професионални тим ФК Велингтон Финикс, који се такмичи у аустралијској А-Лиги.
Тренутно најпознатији играчи су одбрамбени играч Блекберн роверса Риан Нелсен, нападач Голд коаст јунајтеда Шејн Шмелтц и нападач Селтика Крис Килен.

## Учешће на ФИФА и ОФК такмичењима
Нови Зеланд је учествовао на једном Светском првенству, Шпанија 1982., и на три Купа конфедерација, Мексико 1999., Француска 2003. и Јужна Африка 2009. У сваком од ових турнира, Нови Зеланд није успео да прође даље од првог кола. На Купу конфедерација 2009. Нови Зеланд је зарадио своје прве поене на ФИФА такмичењу одигравши нерешено са Ираком. Нови Зеланд има шансу да се квалификује на Светско првенство 2010. ако победи петопласирану АФК земљу, Бахреин, који је победио Саудијску Арабију по правилу гола у гостима након што је у првој утакмици одиграо 2-2 у Ријаду. Нови Зеланд се квалификовао на Светско првенство 2010. након што је савладао Бахреин у баражу. У првом мечу у Бахреину је било 0-0, а у реваншу у Велингтону пред 35.000 гледалаца голом Рорија Фалона у 45-ом минуту Нови Зеланд је савладао Бахреин са 1-0 и обезбедио учешће на завршном турниру.
Нови Зеланд је учествовао у сваком ОФК купу нација од оснивања такмичења 1973, када је Нови Зеланд био домаћин, а такође и освојио турнир. Нови Зеланд је освојио ОФК куп нација четири пута, укуључујући и последњи турнир (ОФК куп нација 2008.).

## Резултати репрезентације

### ФИФА такмичења
| Година | Такмичење         | Пласман | ИГ | Бод | П | Н | И | ГД | ГП |
| ------ | ----------------- | ------- | -- | --- | - | - | - | -- | -- |
| 1982.  | Светско првенство | 1. коло | 3  | 0   | 0 | 0 | 3 | 2  | 12 |
| 1999.  | Куп конфедерација | 1. коло | 3  | 0   | 0 | 0 | 3 | 1  | 6  |
| 2003.  | Куп конфедерација | 1. коло | 3  | 0   | 0 | 0 | 3 | 1  | 11 |
| 2009.  | Куп конфедерација | 1. коло | 3  | 1   | 0 | 1 | 2 | 0  | 7  |
| 2010.  | Светско првенство | 1. коло | 3  | 3   | 0 | 3 | 0 | 2  | 2  |
| 2017.  | Куп конфедерација | 1. коло | 3  | 0   | 0 | 0 | 3 | 1  | 8  |

### ОФК куп нација
| Година | Турнир         | Пласман             | ИГ | П  | Н | И | ГД  | ГП |
| ------ | -------------- | ------------------- | -- | -- | - | - | --- | -- |
| 1973.  | ОФК куп нација | Првак               | 5  | 4  | 1 | 0 | 13  | 4  |
| 1980.  | ОФК куп нација | 1 коло              | 3  | 1  | 0 | 2 | 7   | 8  |
| 1996.  | ОФК куп нација | 3. место (подељено) | 2  | 0  | 1 | 1 | 0   | 3  |
| 1998.  | ОФК куп нација | Првак               | 4  | 4  | 0 | 0 | 11  | 1  |
| 2000.  | ОФК куп нација | 2. место            | 4  | 3  | 0 | 1 | 6   | 3  |
| 2002   | ОФК куп нација | Првак               | 5  | 5  | 0 | 0 | 23  | 2  |
| 2004   | ОФК куп нација | 3. место            | 5  | 3  | 0 | 2 | 17  | 5  |
| 2008.  | ОФК куп нација | Првак               | 6  | 5  | 0 | 1 | 14  | 5  |
| 2012   | ОФК куп нација | 3. место            | 5  | 3  | 1 | 1 | 8   | 7  |
| 2016.  | ОФК куп нација | Првак               | 5  | 4  | 1 | 0 | 10  | 1  |
| 2020.  | ОФК куп нација | Следи               | -  | -  | - | - | -   | -  |
| Укупно | 10/10          | 5 титула            | 44 | 33 | 3 | 8 | 110 | 39 |

## Тренутни састав
| Бр. | Поз. | Играч              | Датум рођења        | Наступи | Голови | Клуб                    |
| --- | ---- | ------------------ | ------------------- | ------- | ------ | ----------------------- |
| 1   | Г    | Оливер Сејл        | 13. јануар 1996.    | 6       | 0      | Велингтон финикс        |
| 12  | Г    | Мајкл Вауд         | 16. јануар 1999.    | 4       | 0      | Кјото санга             |
| 23  | Г    | Алекс Полсен       | 4. јул 2002.        | 0       | 0      | Велингтон финикс        |
|     |      |                    |                     |         |        |                         |
| 5   | О    | Мајкл Боксал       | 18. август 1988.    | 39      | 0      | Минесота јунајтед       |
| 6   | О    | Бил Туилома        | 27. март 1995.      | 36      | 4      | Портланд тимберс        |
| 21  | О    | Тим Пејн           | 10. јануар 1994.    | 30      | 2      | Велингтон финикс        |
| 3   | О    | Деклан Вајн        | 20. новембар 1996.  | 16      | 0      | Детроит Сити            |
| 16  | О    | Дејн Ингам         | 8. септембар 1999.  | 12      | 0      | Њукасл џетс             |
| 13  | О    | Либерато Какејс    | 27. септембар 2000. | 12      | 1      | Емполи                  |
| 4   | О    | Нандо Пајнакер     | 25. фебруар 1999.   | 11      | 0      | Слајго роверси          |
| 24  | О    | Сторм Ру           | 13. јануар 1993.    | 11      | 0      | Сентрал коуст маринерси |
| 22  | О    | Кајл Адамс         | 20. новембар 1996.  | 0       | 0      | Сан Дијего ројал        |
|     |      |                    |                     |         |        |                         |
|     | С    | Коста Барбарусес   | 19. фебруар 1990.   | 52      | 4      | Велингтон финикс        |
| 18  | С    | Камерон Хауисон    | 22. децембар 1994.  | 16      | 0      | Окланд Сити             |
| 8   | С    | Џо Бел             | 27. април 1999.     | 12      | 1      | Брендби                 |
| 19  | С    | Метју Гарбет       | 13. април 2002.     | 12      | 1      | Торино                  |
| 10  | С    | Марко Стаменић     | 19. фебруар 2002.   | 11      | 0      | Копенхаген              |
| 15  | С    | Бен Олд            | 13. август 2002.    | 2       | 0      | Велингтон финикс        |
|     |      |                    |                     |         |        |                         |
| 7   | Н    | Елајџа Џаст        | 1. мај 2000.        | 13      | 1      | Хорсенс                 |
|     | Н    | Крис Вуд (капитен) | 7. децембар 1991.   | 70      | 33     | Њукасл јунајтед         |
| 14  | Н    | Андре де Јонг      | 2. новембар 1996.   | 10      | 2      | Амазулу                 |
| 17  | Н    | Калум Макауат      | 30. април 1999.     | 10      | 1      | Хелсингер               |
|     | Н    | Логан Роџерсон     | 28. мај 1998.       | 9       | 1      | Хака                    |
| 11  | Н    | Алекс Грејв        | 13. мај 1999.       | 7       | 2      | Сент Мирен              |
| 20  | Н    | Бен Вејн           | 11. јун 2001.       | 7       | 1      | Велингтон финикс        |

## Селектори
| Тренер        | Период     | Земља                                            |
| ------------- | ---------- | ------------------------------------------------ |
| Кен Армстронг | 1957-1964. | *                                                |
| Љубиша Броћић | 1965-1966. | Социјалистичка Федеративна Република Југославија |
| Хуан Шванер   | 1967-1968  | *                                                |
| Љубиша Броћић | 1969       | Социјалистичка Федеративна Република Југославија |
| Бари Труман   | 1970-1976  | Нови Зеланд                                      |
| Вали Хјуз     | 1977-1978  | Нови Зеланд                                      |
| Џон Адшед     | 1979-1982  | Енглеска                                         |
| Алан Џонс     | 1983-1984  | Нови Зеланд                                      |
| Кевин Фалон   | 1985-1988  | Енглеска                                         |
| Џон Адшед     | 1989       | Енглеска                                         |
| Јан Маршал    | 1990-1993  | Шкотска                                          |
| Боби Кларк    | 1994-1995  | Шкотска                                          |
| Кејт Причет   | 1996-1997  | Енглеска                                         |
| Џо Мекграт    | 1997-1998  | Република Ирска                                  |
| Кен Дугдејл   | 1998-2002  | Нови Зеланд                                      |
| Мик Вејт      | 2002-2004  | Енглеска                                         |
| Рики Херберт  | 2005-      | Нови Зеланд                                      |

## Рекорди

### Највеће победе
| # | Резултат | Противник          | Такмичење                                | Датум               |
| - | -------- | ------------------ | ---------------------------------------- | ------------------- |
| 1 | 13 : 0   | Фиџи               | Квалификације за Светско првенство 1982. | 16. август 1981.    |
| 2 | 10 : 0   | Тахити             | ОФК куп нација 2004.                     | 4. јун 2004.        |
| 3 | 9 : 1    | Папуа Нова Гвинеја | ОФК куп нација 2002.                     | 7. јул 2002.        |
| 4 | 8 : 1    | Вануату            | ОФК куп нација 1998.                     | 28. септембар 1998. |